# Poienile Izei, Maramureș
Poienile Izei este satul de reședință al comunei cu același nume din județul Maramureș, Transilvania, România. Până în 1995, când a devenit comună, a fost sat aparținător de comuna Botiza.

## Istoric
Numele vechi a localității este Poienile Glodului.
Prima atestare documentară: 1430 (Sajo-Polyana). 

## Etimologie
Etimologia numelui localității: din Poiana (< subst. poiană „luminiș în pădure"), la pl., art. + determinantul Iza (hipocoristic al rusescului Izjaslav, Izaslav). 

## Obiective turistice
- Biserica de lemn „Cuvioasa Paraschiva”, din anul 1604, inclusă pe lista patrimoniului mondial al UNESCO în decembrie 1999.